# 岐阜県立土岐高等学校日吉分校
岐阜県立土岐高等学校日吉分校（ぎふけんりつときこうとうがっこう　ひよしぶんこう）とは、かつて岐阜県土岐郡日吉村（現・瑞浪市日吉町）にあった公立の高等学校の分校。

## 概要
- 岐阜県立土岐高等学校[注釈 2]の定時制の分校であった。県立高等学校の分校であったが、設置者は日吉村であった。

## 沿革
- 1949年（昭和24年）4月 - 土岐郡日吉村に岐阜県立土岐高等学校日吉分校として開校。昼間定時制農業科及び家庭科を設置。
- 1953年（昭和28年）4月 - 農業科を廃止。
- 1954年（昭和29年）3月 - 廃校。廃校時の生徒数は15名。